# Maturation
Pour la maturation de l'ARN, voir Modification post-transcriptionnelle.
Ne doit pas être confondu avec faisandage.
Pour l’article homonyme, voir Maturité.
 (décembre 2020).
Si vous disposez d'ouvrages ou d'articles de référence ou si vous connaissez des sites web de qualité traitant du thème abordé ici, merci de compléter l'article en donnant les références utiles à sa vérifiabilité et en les liant à la section « Notes et références ».
La maturation est un processus permettant à un aliment de modifier ses qualités de digestibilité et gustatives par vieillissement.

## Viande
Dans les abattoirs puis en boucherie, le rôle de la maturation est d'améliorer les qualités organoleptiques et gustatives de la viande : saveur, tendreté, etc.
L'abattage de l'animal est immédiatement suivi de l'apoptose (mort cellulaire) et de la rigidité cadavérique, par laquelle le muscle originellement souple devient dur. Vient ensuite la maturation, qui se substitue à la putréfaction naturelle, et attendrit la viande. La maturation est un processus d'autolyse, ce qui la distingue du faisandage qui résulte d'une fermentation bactérienne.

### Viande bovine
Les carcasses de viande bovine sont conservées au froid de 15 à 70 jours. La maturation peut également avoir lieu sous vide ou sous atmosphère contrôlée, auquel cas, sa durée  peut aller jusqu'à deux voire trois mois. Le temps de maturation dépend des caractéristiques originelles de la viande (qui varient d'un animal à l'autre), de la pièce de viande et du type de cuisson auquel elle est destinée.
Pour la viande du commerce, les conditions de maturation sont encadrées. La maturation n'est pas possible dans les conditions de conservation d'un réfrigérateur domestique. Le fait de maturer la viande augmente très grandement le prix de cette dernière.

## Crème
Après la traite, le lait est écrémé pour obtenir la crème fraîche, celle-ci est fluide. Laissée au repos, la crème s'ensemence naturellement et se met en phase de maturation. Elle peut être aussi  ensemencée avec des ferments lactiques naturels prélevés sur des crèmes sélectionnées. Elle va devenir plus épaisse et s'acidifier, pendant 16 à 20 heures.

## Fromage
La maturation des fromages peut se rapprocher de l'étape d'affinage. L'affinage correspond à une dégradation des protéines et des lipides, entraînant des modifications autant sur l'aspect physique que chimique. Cette phase va avoir pour conséquences d'apporter des qualités organoleptiques; notamment au niveau du goût, des arômes et de l'odeur; de même elle permet d'améliorer la digestibilité du produit. Les fromages ont des étapes de fabrication différentes selon le produit final que l'on souhaite. Ils possèdent cependant les points communs d'avoir pour matière première le lait et d'être composés de micro-organismes tels que les levures, bactéries ou moisissures.

### Yaourts
Les yaourts correspondent à la fermentation du lait, pour l'obtenir il doit y avoir une phase dite de coagulation.

### Fromages frais
Les fromages frais de type fromages blancs ou petits suisses sont des produits pour lequel la coagulation et l'égouttage ont eu lieu.

### Fromages affinés
Pour fabriquer des fromages affinés; camembert, roquefort, comté, etc.; sont issus des étapes de coagulation, égouttage et affinage.

## Fruits, légumes
Les fruits et les légumes sont également sujet à la maturation spontanée ou contrôlée. Certains composés chimiques sont responsables de ce phénomène.
La maturation des fruits et légumes (processus amenant à leur état de maturité) est la phase terminale de leur développement. Phénomène irréversible, coordonné et génétiquement programmé, elle implique une série de changements biochimiques, physiologiques et organoleptiques. Elle se traduit fréquemment chez les fruits par de nombreuses modifications : changements de couleur (dégradation de la chlorophylle et augmentation des anthocyanes et des caroténoïdes) ; hydrolyse de l'amidon en sucres simples et dégradation d'acides organiques qui diminuent l'acidité des fruits ; dégradation partielle et la solubilisation de la pectine ou de la cellulose de la paroi cellulaire qui protège chaque cellule végétale du fruit, entraînant une diminution de la fermeté (ramollissement des chairs) ; destruction d'alcaloïdes ; production de composés organiques volatils à l'origine du développement des arômes,.
Les fruits sont habituellement divisés en deux classes selon leur comportement de maturation, les climactériques et non-climactériques.

### Éthylène
Tout d'abord l'éthylène est une molécule capable d'accélérer ce processus chez les fruits et légumes climactériques. L'éthylène est synthétisé dans le fruit même, cette dernière est dite d'autocatalytique ; ce qui signifie que la présence de cette molécule entraîne sa synthèse.
À forte concentration, l'éthylène cause des effets indésirables tels que le jaunissement, la perte de turgescence ou le durcissement, le roussissement, le développement de saveurs étrangères. Sa production peut cependant être inhibée par des facteurs externes, en diminuant la teneur en dioxygène du milieu et en augmentant celle du dioxyde de carbone ou en plaçant les fruits au frais.

### Éthylène-Azote
La maturation des bananes en cellules contrôlées s'effectue grâce à un mélange d'éthylène et d'azote. Ce mélange permet d'éliminer le gaz carbonique (CO2) qui peut freiner la maturation.
La maturation des fruits peut s'observer par un changement de couleur, un passage du vert aux couleurs plus rouges. Ce phénomène est dû à la dégradation de la chlorophylle, laissant s'exprimer les autres pigments : caroténoïdes et anthocyanines. On parle alors de déverdissement. En industries agroalimentaires, des échelles de couleurs sont utilisées afin de déterminer le degré de maturation du fruit.
Il est également possible d'apprécier la maturation par le goût et l'odeur du fruit. Le goût sucré est induit par la dégradation de l'amidon en deux molécules : le glucose et le fructose. L'association de ces deux composés forme le saccharose, le sucre. Lorsque le fruit est caractérisé de trop mûr, son goût est généralement altéré, l'éthanol est souvent responsable d'une telle modification gustative.